# Zionisme
Zionisme (Hebreeuws: צִיּוֹנוּת, Tsiyyonut) is een nationale beweging en ideologie die een Joods thuisland of Joodse staat ondersteunt in het gebied waar in Bijbelse tijden de Israëlitische koninkrijken Israël en Juda hebben gelegen. De term werd voor het eerst gebruikt in 1890 door Nathan Birnbaum in het tijdschrift Selbstemanzipation. Heimwee naar Zion gaat terug naar de tijd van de Joodse ballingschap in Babylonië die in de Bijbel wordt beschreven. Die naam verwijst naar de berg Zion, die stond voor 'Jeruzalem'. Het zionisme ontstond na de Joodse verstrooiing ten gevolge van de opstand van Sjimon bar Kochba. De twee pijlers van de beweging zijn de Joodse diaspora en het mislukken van de emancipatie van de Joden in de 19de eeuw.
Theodor Herzl, geboren in Boedapest, gaf in 1896 met zijn pamflet 'Der Judenstaat' de aanzet tot het georganiseerde zionisme. In 1897 riep hij het eerste Internationale Zionisten Congres te Basel bijeen, waar de World Zionist Organization (WZO) werd opgericht.

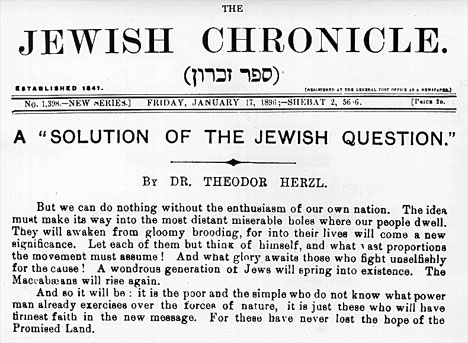
Theodor Herzl: Een "Oplossing van het Joodse Vraagstuk" in The Jewish Chronicle op 17 januari 1896

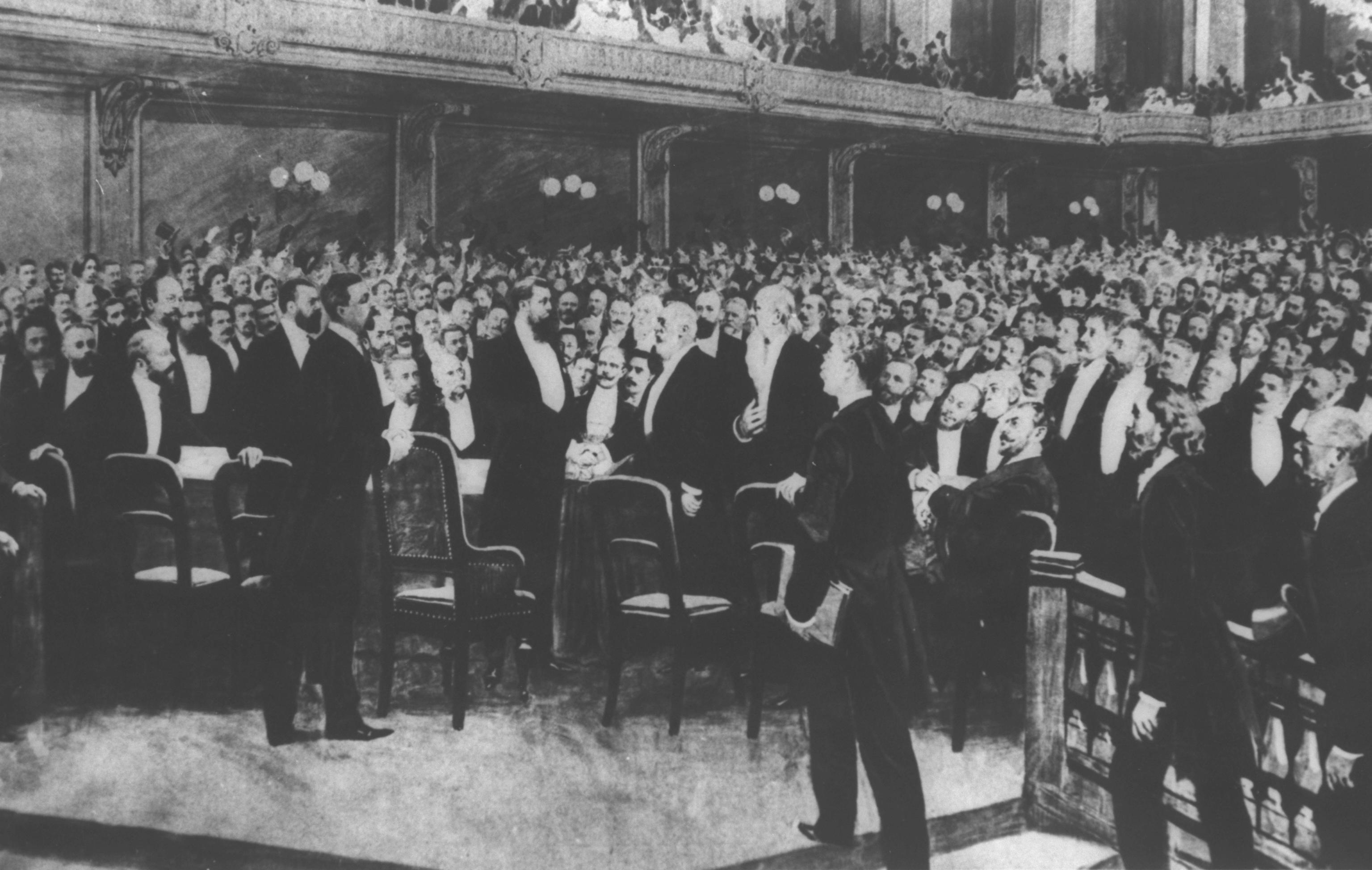
Delegaties op het eerste Zionistische Congres in 1897

## Componenten van zionisme
Het zionisme heeft politieke, culturele, socialistische en religieuze componenten.

### Politiek
Het politieke zionisme ontstond in het 19e-eeuwse Europa onder seculiere Joden, en kwam vooral voort uit de visie dat de emancipatie van Joden in Europa mislukt was doordat ze geen eigen staat hadden, en ook door hun afwijkende positie in de maatschappij (met vooral beroepen in de dienstensector). Moorden op Joden en vernietiging van Joods eigendom door pogroms in Oost-Europa versterkten deze visie maar ook in West-Europa groeide het antisemitisme.

### Cultureel
Het culturele zionisme, dat vaak samenging met het politieke zionisme, wilde de Hebreeuwse taal en Joodse cultuur behouden en versterken, die door de vergaande assimilatie van Joden in met name West-Europa verloren dreigde te gaan.
Asher Zvi Hirsch Ginsburg (1856-1927), (pseudoniem Ahad Ha’am, (Hebr.): één (van) het volk) neemt in een artikel over zionisme een eigen positie in. Hij was tegen het beginnend politieke zionisme, dat de joden uit de diaspora naar Palestina wilde brengen. Wel hoopte hij dat in Palestina een renaissance van joods leven zou ontstaan, een licht dat de joodse diaspora zou aansteken. Een voorbeeld voor een verdeeld rakende diaspora. De tijd was nog niet rijp voor een messiaanse terugkeer van het volk naar het land. Het volk moest eerst rijper worden. Dan zouden geleidelijk joden er heen kunnen gaan om een spiritueel centrum van Hebreeuwse cultuur te vormen. Na zijn eerste bezoek aan Palestina schreef hij in 1891 over zijn ervaringen daar en waarschuwde hij zijn medejoden: 
de woede van de inheemse bevolking niet op te wekken door hen kwaad te doen ... we moeten voorzichtig zijn in onze omgang met een vreemd volk onder wie we zijn teruggekeerd om te leven, deze mensen met liefde en respect behandelen en, onnodig te zeggen, met gerechtigheid en gezond verstand. En wat doen onze broeders? Precies het tegenovergestelde! Ze waren slaven in hun diaspora, en plotseling vinden ze zichzelf met onbeperkte vrijheid, wilde vrijheid die alleen een land als Turkije (het Ottomaanse Rijk) kan bieden. Deze plotselinge verandering heeft despotische neigingen in hun hart geplant, zoals altijd gebeurt met voormalige slaven ('eved ki yimlokh - wanneer een slaaf koning wordt - Spreuken 30:22). Zij behandelen Arabieren met vijandigheid en wreedheid , slaan hen schandelijk zonder voldoende reden en scheppen zelfs op over hun daden. Er is niemand om de vloed te stoppen en een einde te maken aan deze verachtelijke en gevaarlijke neiging. Onze broeders hadden inderdaad gelijk toen ze zeiden dat de Arabier alleen hem die moed en dapperheid toont respecteert. Maar als deze mensen het gevoel hebben dat de wet aan de kant van hun rivaal staat en, nog meer, als ze gelijk hebben te denken dat de acties van hun rivaal onrechtvaardig en onderdrukkend zijn, dan houden ze, zelfs als ze zwijgen en eindeloos gereserveerd, hun woede in hun harten. En deze mensen zullen wraakzuchtig zijn als geen ander.

### Socialistisch
Socialistisch zionisme domineerde vanaf de jaren 20 tot in de jaren 70 van de 20e eeuw in het Mandaatgebied Palestina en speelde een hoofdrol in het opbouwen van een Joodse staat. Zij stond aanvankelijk een socialistische maatschappij voor en benadrukte dat Joden zich de beroepen in landbouw en industrie (weer) eigen moesten maken om een volledige zelfvoorzienende natie te kunnen vormen.

### Religieus
Religieus zionisme was in de 19e eeuw nog uiterst marginaal, daar de meeste godsdienstige Joden ervan overtuigd waren dat alleen de toekomstige joodse Messias de Joden naar hun 'Beloofde Land' kon terugleiden. Het heimwee naar Zion en verlangen naar een eigen Joods vaderland komt in het lied Hatikwa tot uitdrukking.
Sinds de jaren dertig van de 20e eeuw groeide echter de aanhang van dit religieus zionisme. Bij de oprichting van de staat Israël en met name na (de Zesdaagse Oorlog) van 1967 is het een bepalende factor geworden in de politiek van Israël. Samen met de seculiere revisionistische zionisten (een afsplitsing uit de jaren twintig) streven ze een groter grondgebied voor die staat na.
Het religieus zionisme, vrijwel identiek aan wat bekendstaat als modern-orthodox jodendom, combineert een liberale interpretatie van orthodox jodendom met zionisme. In tegenstelling tot charedische joden dragen de mannen 'normale' westerse kleding, geen hoed, maar enkel een (meestal gekleurde) keppel.

## Houding van Joden tegenover het zionisme
Aanvankelijk had het zionisme maar weinig aanhang onder Joden in Europa en Amerika. Vooral religieuze Joden vinden dat herstel van de Joodse heerschappij in het land van Israël pas na het verschijnen van de Messias kan plaatsvinden, en dat het bijna godslasterlijk is om dit op seculiere gronden te willen bereiken. Seculiere Joden geloofden in meerderheid dat liberalisme ofwel socialisme uiteindelijk het antisemitisme zou overwinnen en hen veiligheid en gelijkheid zou bieden in de landen waar zij woonden. Voor een meerderheid van de Joden die vervolging in Oost-Europa ontvluchtten, was Amerika een aantrekkelijker toevluchtsoord dan het onherbergzame Palestina. Er was veel scepsis over de haalbaarheid van het zionistische project.
De voortdurende vervolging in Oost-Europa vanaf eind 19e eeuw en nadien de Shoa (Holocaust) tijdens het nazibewind, waarbij ruim een derde van alle Joden in de wereld werd vermoord, leidden ertoe dat ook onder minder religieuze Joden de mening groeide dat, met het oog op zelfbehoud, een thuisland nodig zou zijn. Zo ontstond bij deze groep alsnog meer steun voor het verkrijgen van een eigen land.
Van de religieuze Joden is er vanuit de ultraorthodoxie verzet tegen het zionisme, gebaseerd op de joodse wet (halacha) die een Joodse staat vóór de komst van de Messias strikt verbiedt; veel religieuze Joden vinden het bijna godslasterlijk om dit op seculiere gronden te willen bereiken. Chareidische (ultraorthodoxe) rabbijnen en hun volgelingen blijven tegenstanders van het zionisme; sommigen sterker dan anderen.
De grootste en een van de felste antizionistische bewegingen tot op de dag van vandaag is de Satmar-beweging. De vorige Rebbe (leider) ervan, Groot Rabbijn Joel Teitelbaum, is de schrijver van het antizionistische boek Vayoel Moshe. Ook de Edah HaChareidis, de extreem-orthodoxe rabbinale raad van Jeruzalem, is fel antizionistisch, evenals de kleine ultraorthodox-joodse groep Neturei Karta die fel gekant is tegen een eigen Joodse staat.

## Geschiedenis

### Opkomst zionisme
De zionistische ideologie werd hoofdzakelijk ontwikkeld door joden in Midden-Europa. De feitelijke emigratie naar Palestina in de 19e en vroege 20e eeuw vond vooral plaats vanuit Oost-Europa, waar discriminatie en vervolging van joden het hevigst was. De Duitse socialist Moses Hess (1812 - 1875) riep in 1862 in zijn boek Rom und Jerusalem op tot het vormen van een Joodse nationale beweging en vestiging in Eretz Yisrael. De Russische arts en vroegere assimilationist Leon (Yehuda Leib) Pinsker (1821-1891) schreef in 1882 in het Duits het pamflet Selbstemanzipation, waarin hij eveneens Joden opriep zichzelf te bevrijden door vestiging in een eigen land. Pinsker richtte daarna Hovevei Tzyion in Rusland op om het zionisme te bevorderen. De Weense journalist Nathan Birnbaum (1864-1937) bouwde op de ideeën van Pinsker voort onder andere in zijn eigen tijdschrift (1884-1894) dat eveneens Selbst-Emanzipation! heette. Theodor Herzl, een stads- en vakgenoot van Birnbaum, presenteerde in 1896 in zijn boek Der Judenstaat een praktisch plan en een visie hoe een Joodse staat te verwezenlijken zou zijn. Een jaar later richtte hij de internationale zionistische beweging op.

#### Zionistische beweging
In augustus 1897 kwam te Bazel onder leiding van Herzl en Birnbaum het eerste Internationale Zionistische Congres bijeen met zo'n 200 deelnemers, die het Basle Program aannamen waarin Eretz Yisrael als thuisland voor Joden werd nagestreefd. Naast het stimuleren en faciliteren van daadwerkelijke emigratie naar Palestina, was de hoofdzorg van de zionistische beweging steun en legitimiteit te verkrijgen van de toenmalige grootmachten. Herzl sprak met de sultan van Turkije, de Duitse keizer en de Russische regering, en zelfs met de paus, maar geen van hen wilde medewerking verlenen aan het zionistische project. Het Ottomaanse Rijk dat Palestina al eeuwen overheerste, stond negatief tegenover het zionisme en wierp obstakels op tegen immigratie en landaankopen.
Niet alle zionisten zagen het toenmalige Palestina als de enige plaats waar een thuisland voor Joden kon worden gevestigd. Ook vestiging in Argentinië, Brits-Guiana en Oeganda werd aanvankelijk overwogen, maar na de oprichting van de zionistische beweging in 1897 verdwenen deze opties al snel van het toneel. Een uitzondering hierop was het Saramaccaproject uit omstreeks 1946. Een thuisland in Palestina sloot aan bij het gedurende bijna 2000 jaar diaspora 'nimmer gedoofde verlangen naar Zion' en kon dus op het grootste draagvlak rekenen.

### Het Britse mandaatgebied Palestina
Tijdens de Eerste Wereldoorlog sprak de Britse regering bij monde van Lord Balfour zich onder druk van de Zionistische Wereldorganisatie uit voor het oprichten van een "Joods nationaal tehuis" in Palestina: (de Balfour-verklaring). Dit was in tegenspraak met de zogenoemde Hoessein-McMahon-correspondentie, waarin de Britten onafhankelijkheid toezegden aan de Arabieren in een groot deel van het Midden-Oosten, met uitzondering van de kuststrook westelijk van Syrië. De Arabische leider Faisal I sloot op de Vredesconferentie van Parijs in 1919 een overeenkomst met de zionistische leider Chaim Weizmann, waarin beiden elkaar steun toezegden voor hun nationale aspiraties. Faisal maakte zijn deel van de overeenkomst echter afhankelijk van het verkrijgen van Syrië: een Britse toezegging die niet werd nagekomen.
Korte tijd na de Balfour-verklaring van 1917 veroverde Groot-Brittannië het gebied op de Ottomanen en kreeg in 1922 van de Volkenbond officieel het mandaat over Palestina met de opdracht om van het gebied en zijn bewoners op termijn een zelfstandig land te maken. Daarnaast werd in het mandaat ook de Balfour-verklaring opgenomen, die de mandataris verplichtte zijn steun te geven bij het vestigen van een Joods nationaal tehuis in Palestina. Deze twee doelstellingen bleken weldra onverenigbaar. De Arabische bevolkingsmeerderheid wees de Balfour-verklaring af en al snel rees er verzet tegen de groeiende zionistische immigratie, en het Britse bestuur kreeg met geweld van beide kanten te maken. Na onlusten in 1920 en 1921, waarbij 95 doden vielen, splitsten de Britten in 1923 het grootste deel van het mandaatgebied af en verboden daar vestiging door Joden. Dit deel, ten oosten van de rivier de Jordaan gelegen, werd later het koninkrijk Transjordanië (tegenwoordig Jordanië).
De Joods-zionistische gemeenschap (de Jisjoev) zette in Palestina eigen instituties op, zoals scholen, medische voorzieningen, openbare werken en een vakbond, en ontwikkelde zich zo langzaam tot een staat binnen een staat. Na de eerste rellen in 1920 werd, onder leiding van de radicale zionist Ze'ev Jabotinski (1880-1940), ook een militante zionistische organisatie opgericht, de Hagana. "Hagana" betekent letterlijk "verdediging", waarvan de latere premier van Israël, Itzhak Ben-Zvi een van de eerste leiders werd. De organisatie kwam in een twijfelachtig licht te staan door betrokkenheid bij terroristische activiteiten. Nadat in 1929 bij een Arabische opstand 133 Joden waren vermoord (onder andere in Hebron), werd de Hagana door de leiding van de Jisjoev uitgebouwd tot een ondergronds leger, waaruit later de Palmach voortkwam.
Na de eerste Arabische rellen in 1920 en 1921 benoemden de Britten, in een poging de Arabische weerstand te neutraliseren, Haj Amin al-Husseini tot moefti van Jeruzalem. Deze bleef vanuit zijn nieuwe positie echter het verzet tegen de zionisten aanwakkeren, en speelde een leidende rol tijdens de grote opstand van 1936-1939, waarbij naast honderden Joden ook veel Arabische tegenstanders van de Husseini-clan werden vermoord. In totaal kwamen bij deze opstand meer dan 5000 Arabieren, 400 Joden en 200 Britten om het leven. In 1937 moest de moefti voor de Britten vluchten, eerst naar Irak en later naar nazi-Duitsland.

### Revisionistisch zionisme

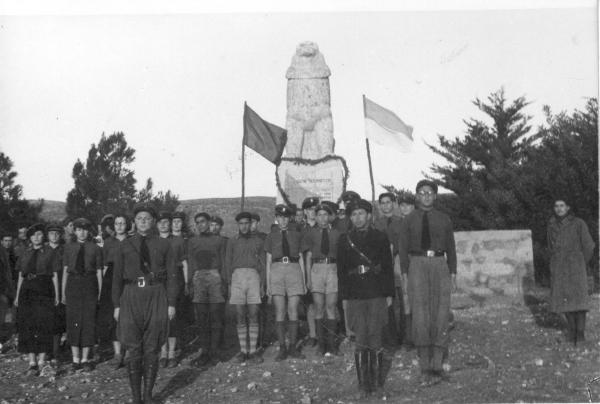
Betar-leden in Tel Chai, Palestina, 1929

Na de afsplitsing van Transjordanië scheidde zich een groep radicale zionisten onder leiding van Ze'ev Jabotinski af, en vormden de oppositionele revisionistische stroming binnen het zionisme. De agenda van deze beweging werd lange tijd bepaald door verzet tegen de deling van het Brits mandaatgebied (in 1922). Daarnaast was ze tegen de overwegend socialistische oriëntatie van de Jisjoev en de voorzichtige opstelling ervan tegenover de Arabieren en de Britten. Hij richtte in 1923 de Zionistische Joodse Jeugdvereniging Betar op, die gevechtstrainingen kregen met o.a. houten stokken, geweren en sabels en zich inzetten voor de stichting van een Joodse staat. (Jabotinsky zelf werd in 1929 uit Palestina verbannen). De revisionisten richtten in 1937 een eigen guerrilla leger op, de Irgun, die wraakacties uitvoerde tegen Arabische burgers en die ook Britse doelen aanviel. In 1944 werd Menachem Begin (1913-1992) leider van de Irgun en ging de organisatie zich steeds meer toeleggen op terroristische acties tegen de Britten. Toen de Lechi, een revisionistische afsplitsing, in 1944 de hoge Britse diplomaat Lord Moyne vermoordde, keerde de Britse premier Winston Churchill zich tegen het zionisme, en begon de Hagana een campagne tegen de revisionistische guerrillastrijders in een poging de verloren sympathie terug te winnen. Daarbij werden zo'n 1000 strijders uitgeleverd aan de Britse autoriteiten,

### De stichting van de staat Israël
In reactie op de grote Arabische opstand stelden de Britten in 1937 voor het Mandaatgebied Palestina op te splitsen in een kleine Joodse en een grotere Arabische staat, met al dan niet vrijwillige verhuizingen, om de bevolkingsgroepen in het gebied zo veel mogelijk te scheiden. De zionisten namen het plan in overweging, maar de Arabieren wezen het resoluut af. In 1939 werd Joodse immigratie naar het gebied door de Britten sterk beperkt. Dit werd veel Joden die aan de vervolging door de nazi's probeerden te ontkomen noodlottig, temeer daar veel andere landen (waaronder Nederland) Joodse vluchtelingen weerden. Vanwege deze immigratiebeperkingen verklaarde, in navolging van de revisionisten, ook de hoofdstroom van de zionistische beweging af te willen van het Britse mandaat en belegde een buitengewone conferentie (Biltmore-conferentie/Biltmore Programma) in mei 1942 in het gelijknamige hotel in de stad New York. Men eiste volledige controle over de immigratie en de oprichting van een onafhankelijke Joodse staat in heel Palestina na de Tweede Wereldoorlog met steun van de Verenigde Staten. Dit betekende een nederlaag voor de bi-nationalisten, die een gezamenlijke Joods-Arabische staat voorstonden.
Na de Tweede Wereldoorlog probeerde een deel van de honderdduizenden Joodse overlevenden van de Shoa naar Palestina te komen. De Britten hielden echter strikt vast aan hun immigratiequota en stuurden schepen met migranten terug naar Europa of detineerden migranten op Cyprus. De Hagana en de Irgun verenigden zich in een gemeenschappelijke strijd tegen de Britten en organiseerden op grote schaal illegale immigratie (Aliyah Bet of Ha'apala). Ook werden terroristische aanslagen gepleegd tegen de Britten, onder meer de bomaanslag in het Koning Davidhotel waarbij 91 personen omkwamen. In 1947 besloot Groot-Brittannië het mandaat terug te geven aan de Verenigde Naties (de opvolger van de Volkenbond) die op 29 november 1947 het verdelingsplan van de Verenigde Naties aannam dat het gebied opdeelde: 55%, bestaande uit de kustvlakte met de belangrijke havenstad Haifa, Oost-Galilea en de Negev voor een Joodse staat, 42% voor een Arabische staat, en een zone met en rond Jeruzalem (Arabisch: Al-Quds) onder internationaal bestuur. Dit werd door de Arabieren, zowel in Palestina als daarbuiten, afgewezen. Onmiddellijk na het aannemen van deze resolutie braken gevechten uit tussen Joodse en Arabische milities. De Britten zouden het mandaatgebied op 15 mei verlaten, waarop de Jisjoev onder leiding van David Ben-Goerion op 14 mei 1948 de staat Israël uitriep in het gebied dat door de Verenigde Naties als Joodse staat was aangewezen. Een dag later vielen verschillende Arabische buurlanden Palestina binnen en vielen Israël aan. Vanaf december 1947 waren reeds 200.000 Palestijnen uit, wat nu Israël was, gevlucht of van huis en haard verdreven. In die periode en de navolgende Arabisch-Israëlische Oorlog van 1948 werden ruim 700.000 Arabische Palestijnen uit Israël verdreven of moesten vluchten: voor de Palestijnse Arabieren de Nakba (catastrofe) genoemd. Door Israël wordt de Arabisch-Israëlische Oorlog van 1948 aangeduid als de Israëlische Onafhankelijkheidsoorlog. Na de wapenstilstanden in 1949 had Israël een veel groter grondgebied veroverd en zich toegeëigend dan het Verdelingsplan van de VN, namelijk 78% van het Mandaatgebied Palestina. Op 11 mei 1949 werd de nieuwe staat Israël volgens Resolutie 273 toegelaten tot het lidmaatschap van de Verenigde Naties met de ondertekening van het Handvest van de Verenigde Naties en de belofte de VN-resoluties uit te zullen voeren. (nb. 29 november 1947 betreft Resolutie 181 (Verdelingsplan), en 11 december 1948 Resolutie 194 met betrekking tot de status van Jeruzalem)

## Joodse immigratie naar Palestina

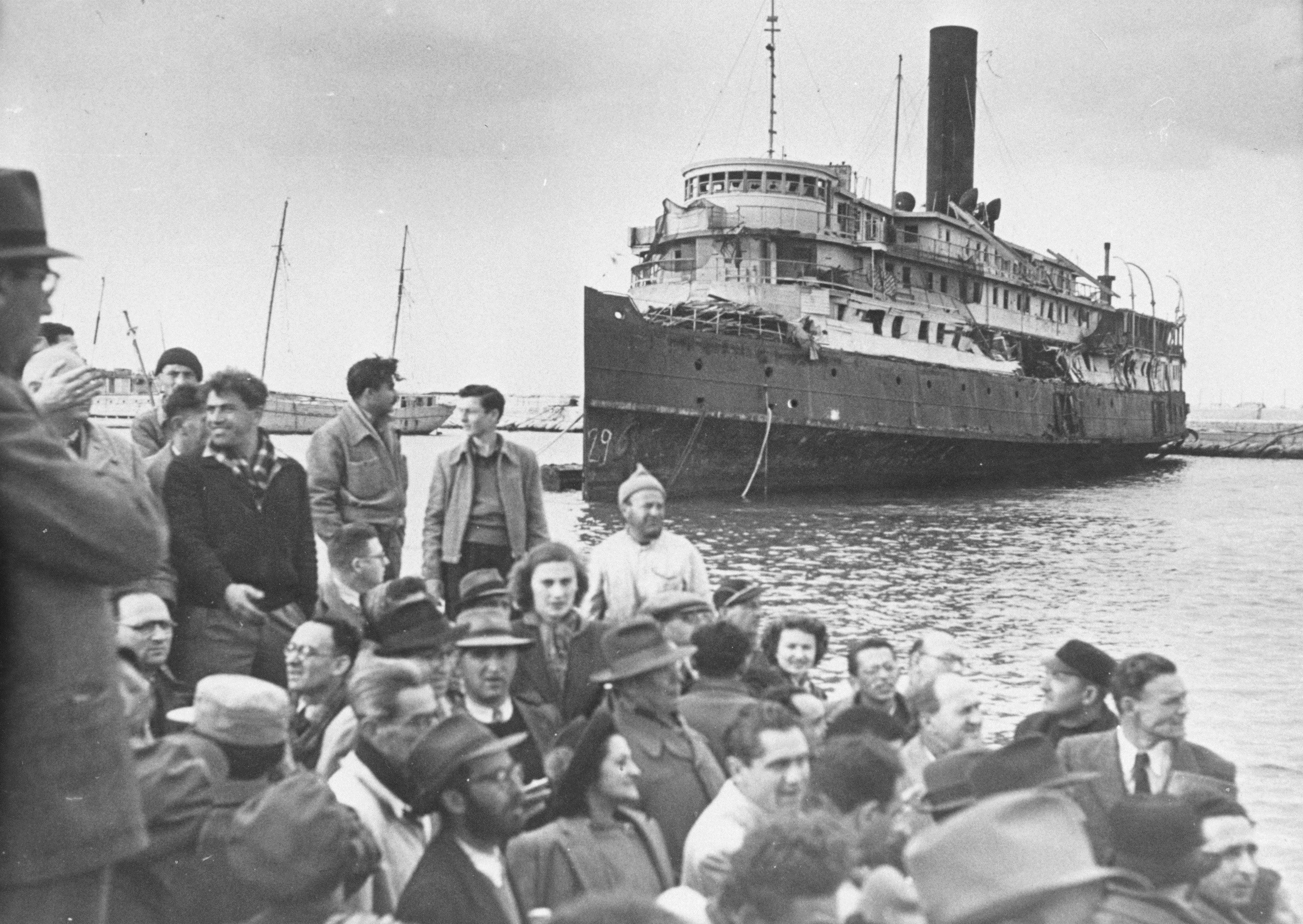
De Palmach, immigratie naar Palestina 18 juli 1947

(Bevolkingsstatistieken van Palestina in de Ottomaanse en Britse periode, alsook aantallen Joodse en Arabische immigranten, emigranten en vluchtelingen, maken deel uit van felle debatten in verband met claims van beide zijden op het grondgebied. Er zijn weinig betrouwbare statistieken beschikbaar. Onderstaande schattingen zijn grotendeels ontleend aan het Israëlische Ministerie van Buitenlandse Zaken.)
Door de eeuwen heen waren kleine Joodse gemeenschappen in Palestina blijven bestaan. In de 18e en 19e eeuw arriveerden regelmatig groepjes Joden die, meestal onder leiding van een rabbijn, uit de diaspora terugkeerden naar hun heilige land, in de hoop daar een beter bestaan te vinden. De Joodse bevolking in Palestina groeide daardoor geleidelijk van 17.000 in 1844 naar circa 25.000 in 1880 (te midden van een Arabische bevolking van circa 425.000).
De eerste grote trek van ongeveer 35.000 immigranten naar Palestina begon rond 1882; vanaf 1904 volgde een tweede golf van zo'n 40.000 immigranten. Deze eerste zionisten werden sterk gedreven door socialistische en communistische idealen. Dit kwam tot uiting in een sterke gemeenschapszin, en leidde tot het unieke systeem van de kibboets dat nu nog steeds wordt toegepast in de huidige staat Israël. Van deze Joodse immigranten echter verliet naar schatting bijna de helft het land weer, teleurgesteld door de moeilijke levensomstandigheden in Palestina. Tussen 1897 en 1914 waren ook ongeveer 1 miljoen Joden vanuit Europa naar de Verenigde Staten geëmigreerd.
Tussen 1918 en 1929 kwamen er circa 123.000 immigranten in Palestina aan, waarvan er 100.000 bleven. De bijna 250.000 Joden die daarna in de jaren 30 arriveerden waren veelal vluchtelingen uit nazi-Duitsland, Polen en de Sovjet-Unie. Na de instelling van de immigratie-restricties door de Britten en het uitbreken van de Tweede Wereldoorlog in 1939 werd Palestina nagenoeg onbereikbaar. Tussen 1945 en 1948 slaagden ongeveer 80.000 mensen erin om vanuit Europa illegaal Palestina binnen te komen.
Bij de uitroeping van de staat Israël woonden er 650.000 Joden in het gebied. Daarna volgde een immigratiegolf uit Arabische landen waardoor de Joodse bevolking binnen enkele jaren verdubbelde. Na het aannemen van het verdelingsplan door de Verenigde Naties in 1947 én de stichting van de staat Israël in 1948 verslechterde de positie van Joden in de Arabische wereld. In Caïro had al in 1945 een pogrom plaatsgevonden en in 1948 werden bomaanslagen in de Joodse wijk gepleegd. In Jemen waren in 1947 pogroms uitgebroken en waren Joden in een vluchtelingenkamp ondergebracht; tussen 1948 en 1950 werden zij met de Operatie Magic Carpet geëvacueerd naar Israël. Na de stichting van Israël braken pogroms uit in Libië en werd de Joodse bevolking gedwongen te emigreren. De grootste groep uit Libië kwam voor 1951 aan. De Wet op de Terugkeer (1950) garandeerde alle Joden ter wereld vrije toegang tot Israël. Vanaf die tijd bleven jaarlijks tienduizenden vanuit allerlei continenten naar Israël komen, geholpen door de Israëlische regering en zionistische organisaties in de diaspora. In de Arabische wereld nam het aantal Joden af van 881.000 in 1948 tot minder dan 26.000 in 1976. In de jaren zeventig en vooral de jaren 90 immigreerden in totaal 840.000 Joden uit de (voormalige) Sovjet-Unie; in 1984 en 1991 werden duizenden Ethiopische Joden naar Israël gehaald.

## Zionisme sinds de oprichting van Israël
Sinds de uitroeping van de staat Israël in 1948 verloor het zionisme een deel van zijn oorspronkelijke ideaal omdat het primaire doel, de stichting van een eigen Joodse staat, behaald was. Het wordt sindsdien gezien als een beweging die de staat Israël steunt. In een enquête eind 2005 onder 800 Joden in de Verenigde Staten (het land met de grootste Joodse gemeenschap buiten Israël) zei 82% van hen Israël te steunen. Zionistische organisaties moedigen Joden aan Israël te bezoeken en erheen te emigreren, en bieden daarbij praktische ondersteuning. Verder verdedigen ze Israël in de media en middels lobby-activiteiten, zoals AIPAC in de Verenigde Staten.
Het zionisme is tegenwoordig verdeeld in meerdere stromingen:
'Post-Zionisten' zien het zionisme als voltooid, uit het 'Arbeidszionisme' en de Arbeidspartij zijn groeperingen voortgekomen, die actief zijn in de Israëlische vredesbeweging, en sinds 1967 is er een 'Neo-Zionistische' stroming. Deze laatste stroming is actief met het stichten van Israëlische nederzettingen op de Westelijke Jordaanoever. Vanaf 1977 is de Likoed, een op het revisionistisch zionisme gebaseerde politieke partij, bijna onafgebroken aan de macht. In 2009 ging zij een lijstverbinding aan met Jisrael Beeténoe, een rechts-nationalistische partij.
Buiten een, aanvankelijk zeer grote, maar tegenwoordig relatief kleine groep orthodoxe joden, is het zionisme ook steeds consequent afgewezen door radicale marxistisch georiënteerde Joden, die zionisme en 'het Joodse probleem' als een onderdeel van het kapitalisme en imperialisme beschouwen. Na 1967 en vooral in recente jaren heeft een aantal Joden zich aan de kant van de Palestijnen geschaard om Israël als Joodse staat op te heffen en in plaats daarvan een eigen staat te vestigen.
Steun voor het zionisme (niet te verwarren met erkenning van de staat Israël) is in westerse landen onder meer te vinden bij christen-zionisten, groeperingen als Christenen voor Israël en conservatief evangelische groeperingen. De gebeurtenissen van 1948 en 1967 waren doorslaggevend om de conservatieve evangelische Amerikanen te overtuigen van de “countdown to the return of Jesus”. De christen-zionisten maken deel uit van een bredere groep politiek rechts georiënteerde christenen. Op zowel de vermeende Israëlische discriminatie van moslims en christenen als op 'christelijke zionisten' uitte de Wereldraad van Kerken in de slotboodschap van 30 mei 2013 ernstige kritiek. In de laatste decennia is met name linkse Joodse en niet-Joodse steun voor Israël en het zionisme teruggelopen wegens de bezettings- en nederzettingenpolitiek in de Palestijnse gebieden, de oorlog in Libanon, en de toenemende invloed van religieuze en revisionistische Joden in de Israëlische politiek.
Op enkele uitzonderingen na hebben Arabische staten zich vanaf het begin sterk verzet tegen het zionisme door middel van een boycot of antizionistische. Vanaf de jaren 50 kregen zij bijval van de Sovjet-Unie en de meeste communistische staten in het veroordelen van zionisme als vorm van imperialisme en racisme.

### VN-resolutie 3379: Zionisme en racisme
In 1975 bepaalde de Algemene Vergadering van de VN in Verenigde Naties Resolutie 3379 dat zionisme een vorm van racisme is. Veel westerse landen, met name de Verenigde Staten, West-Europa en bondgenoten zoals Canada en Australië, zagen de resolutie als een aanval op de legitimiteit van Israël als staat. Het gelijkstellen van zionisme met racisme werd beschouwd als een verdraaiing van historische en morele principes, vooral gezien de geschiedenis van de Holocaust en de vervolging van Joden. De Amerikaanse president George H.W. Bush benadrukte in 1991 dat het gelijkstellen van zionisme met racisme de geschiedenis verdraaide en de oprichting van Israël als een thuis voor het Joodse volk delegitimeerde.
De Palestijnse geleerde Fayez Sayegh, die op dat moment Koeweit vertegenwoordigde bij de VN, speelde een belangrijke rol bij het tot stand komen van deze resolutie. Tijdens de besprekingen in de commissie presenteerde Sayegh zijn argumenten om zionisme gelijk te stellen aan racisme. Hij stelde dat zionisme in de kern bepaalde fundamentele rechten toekent aan sommige mensen, terwijl het die rechten aan anderen ontzegt. Zo zou een Jood, puur omdat hij Jood is, het recht hebben om zich te vestigen in Palestina — zelfs als hij daar nooit eerder is geweest. Tegelijkertijd zou een niet-Jood dat recht niet hebben, en ook niet de Palestijnse Arabier die in 1948 of 1967 is verdreven. Die uitsluiting is volgens Sayegh puur gebaseerd op afkomst en religie. Hij beschreef dit als een duidelijk geval van discriminatie: het maken van onderscheid, het geven van voorkeuren, het uitsluiten en beperken van mensen op basis van hun Jood-zijn. Aangezien Jood-zijn, volgens zionistische opvattingen en de Israëlische wet, wordt bepaald door geboorte en afkomst, valt dit volgens Sayegh onder rassendiscriminatie zoals gedefinieerd door de Verenigde Naties — omdat het gebaseerd is op afstamming, nationale of etnische herkomst, begrippen die onder de noemer ‘ras’ vallen.
De Verenigde Staten speelde een sleutelrol in de campagne voor intrekking. President Bush introduceerde persoonlijk de motie in de Algemene Vergadering en noemde Resolutie 3379 een "schending van de principes van de VN" en een verdraaiing van de geschiedenis. De VS mobiliseerde brede internationale steun, wat resulteerde in 111 stemmen voor, 25 tegen en 13 onthoudingen. Zodoende werd resolutie 3379 herroepen door resolutie 46/86 op 16 december 1991, toen de Sovjet-Unie uiteengevallen was.
Voor het ingaan van de Oslo-akkoorden stemde de PLO in met het officieel intrekken van resolutie 3379, wat een van de onderhandelingsvoorwaarden van Israël was.